# Kroatische Futsalnationalmannschaft
Die kroatische Futsalnationalmannschaft ist eine repräsentative Auswahl kroatischer Futsalspieler. Die Mannschaft vertritt den kroatischen Fußballverband bei internationalen Begegnungen.

## Abschneiden bei Turnieren
Das kroatische Nationalteam hatte um die Jahrtausendwende seine erfolgreichste Phase, als zwei Teilnahmen an der Europameisterschaft und eine WM-Teilnahme erreicht wurden. Während man bei beiden EM-Endrunden bereits in der Vorrunde scheiterte, erreichte man bei der WM 2000 in Guatemala nach Siegen über Costa Rica und Australien die Zwischenrunde, in der man nach einem Sieg gegen die Niederlande und Niederlagen gegen Spanien und Portugal als Gruppendritter ausschied.
Für die EM 2012 ist die Mannschaft als Gastgeber bereits qualifiziert.

### Futsal-Weltmeisterschaft
- 1989 bis 1992 – Teil der SFR Jugoslawien
- 1996 – nicht qualifiziert
- 2000 – Zwischenrunde
- 2004 bis 2021 – nicht qualifiziert
- 2024 – Achtelfinale

### Futsal-Europameisterschaft
- 1996 – nicht qualifiziert
- 1999 – Vorrunde
- 2001 – Vorrunde
- 2003 bis 2010 – nicht qualifiziert
- 2012 – 4. Platz
- 2014 – Viertelfinale
- 2016 – Vorrunde
- 2018 – nicht qualifiziert
- 2022 – Vorrunde